# Cd-speler

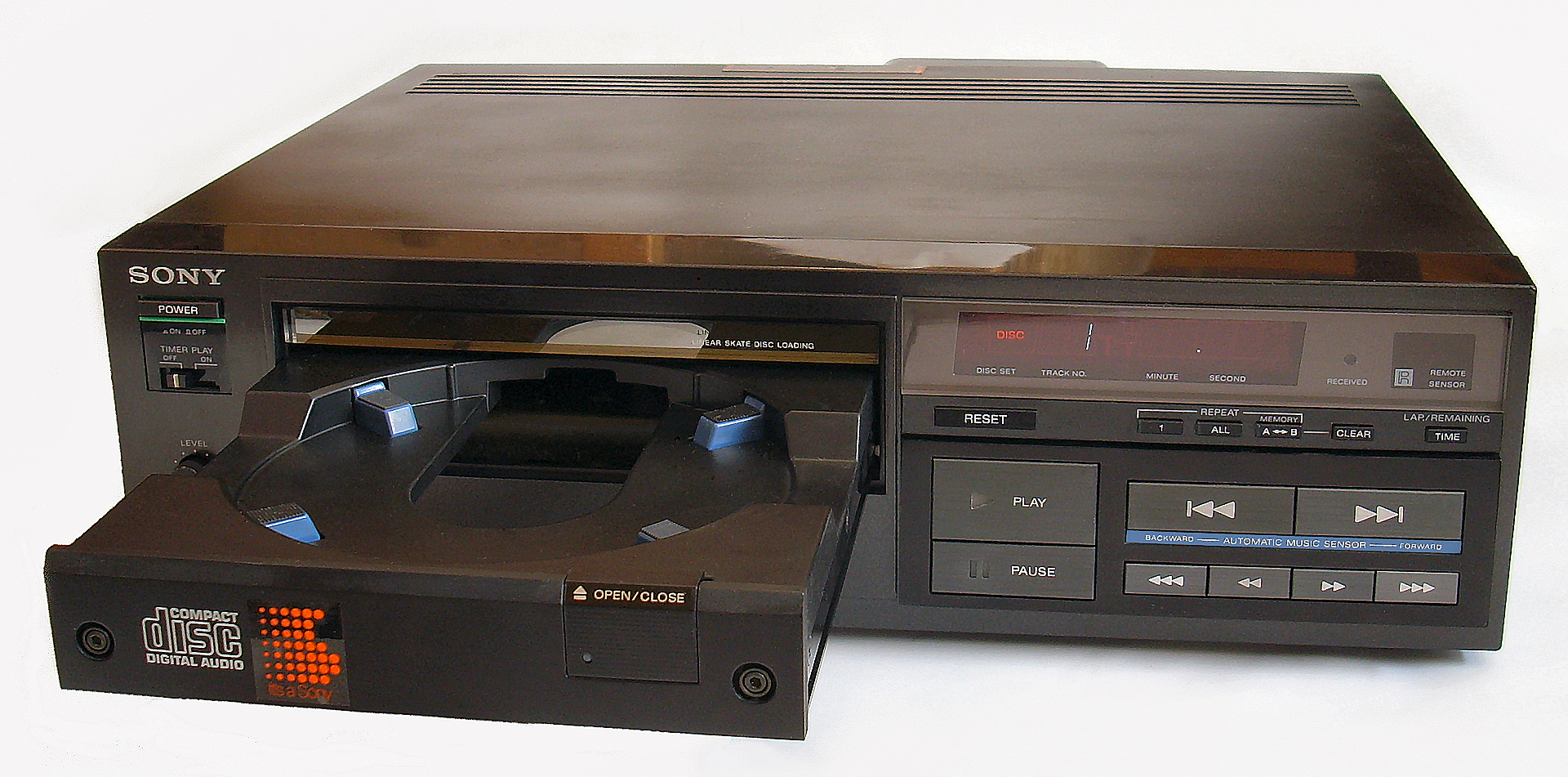
De Sony CDP-101 uit 1982, eerste commercieel uitgebrachte cd-speler voor consumenten

De cd-speler is een apparaat voor het afspelen van compact discs waarop muziek in digitale vorm is opgeslagen.
De cd-speler kan de digitale informatie lezen en verwerken tot een analoog elektronisch signaal, dat door een versterker wordt omgezet in geluid. Cd-spelers zijn terug te vinden als onderdeel van een geluidssysteem, auto radio/cd-speler, of draagbaar apparaat. Cd-afspeelmogelijkheid is ook terug te vinden in cd-rom/dvd-rom/blu-ray spelers/branders voor pc's, alsook op dvd-spelers, en cd-gebaseerde spelcomputers.
Moderne cd-spelers kunnen naast PCM audio ook andere formaten (gecomprimeerde) muziek afspelen, zoals MP3, AAC, en WMA.
De eerste cd-speler voor consumenten werd in 1982 in Japan op de markt gebracht door Sony; de CDP-101. In 1983 volgde de eerste Philips-cd-speler voor Europa; de CD 100. Beide cd-spelers zijn tegenwoordig gezochte verzamelobjecten onder HIFI-liefhebbers.
De allereerste geperste cd ter wereld was in 1982 het album The Visitors van Billy Joel.
Echter het eerste album wat daadwerkelijk uitgebracht werd op cd was een re-release van het album 52nd Street van Billy Joel.

## Mechanische componenten

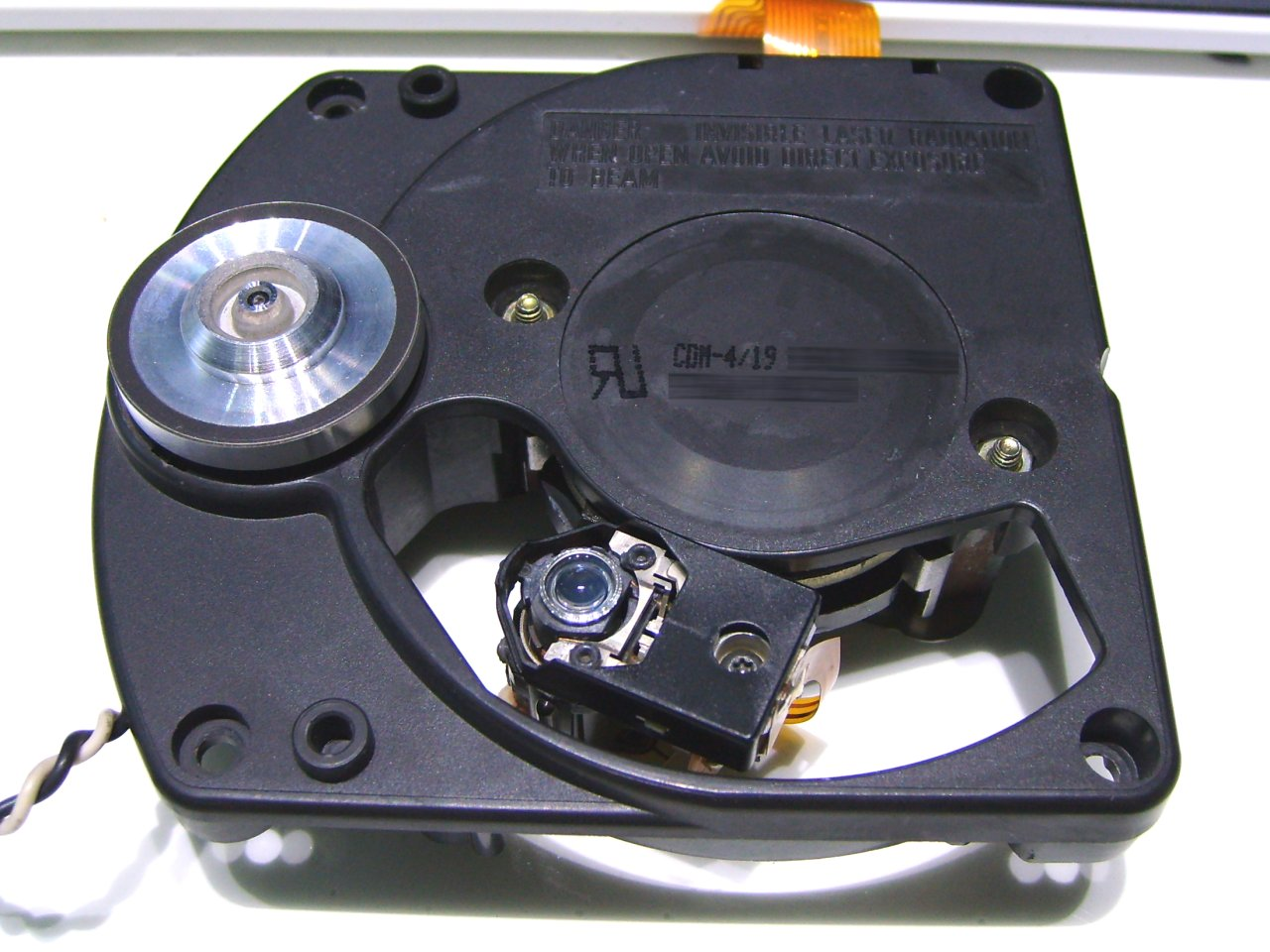
Loopwerk van cd-speler

Een cd-speler heeft drie belangrijke mechanische componenten: een aandrijfmotor, een lenssysteem, en een sporensysteem.
De aandrijfmotor draait de cd tussen de 200 en 500 omwentelingen per minuut. Deze snelheid hangt samen met de positie van de lens. Het sporensysteem beweegt de lens langs spiraalvormige sporen waarin de informatie is opgeslagen. De lens leest deze gegevens via een laserstraal waarbij het lenssysteem zorgt voor de focus van de laser op de cd. Het weerkaatste licht wordt opgevangen door een fotodiode die de gegevens vertaalt als binaire informatie. De gegevens worden verwerkt en geconverteerd naar geluid door een Digitaal-analoogomzetter (DAC).

## Draagbare cd-speler
Een draagbare cd-speler is een draagbaar apparaat voor het afspelen van compact discs. Draagbare cd-spelers worden gevoed door batterijen en hebben een aansluiting voor een hoofdtelefoon. De eerste draagbare cd-speler was de Sony D-50, die uitkwam in 1984.
In 1998 veranderde de markt vanwege de opkomende populariteit van MP3. Hierdoor kwamen er steeds meer draagbare mp3-spelers uit, en verdween de draagbare cd-speler langzaam uit het zicht. De voordelen van een mp3-speler waren meer opslagcapaciteit en schokvrije afspeelmogelijkheid.

## Cd-wisselaar

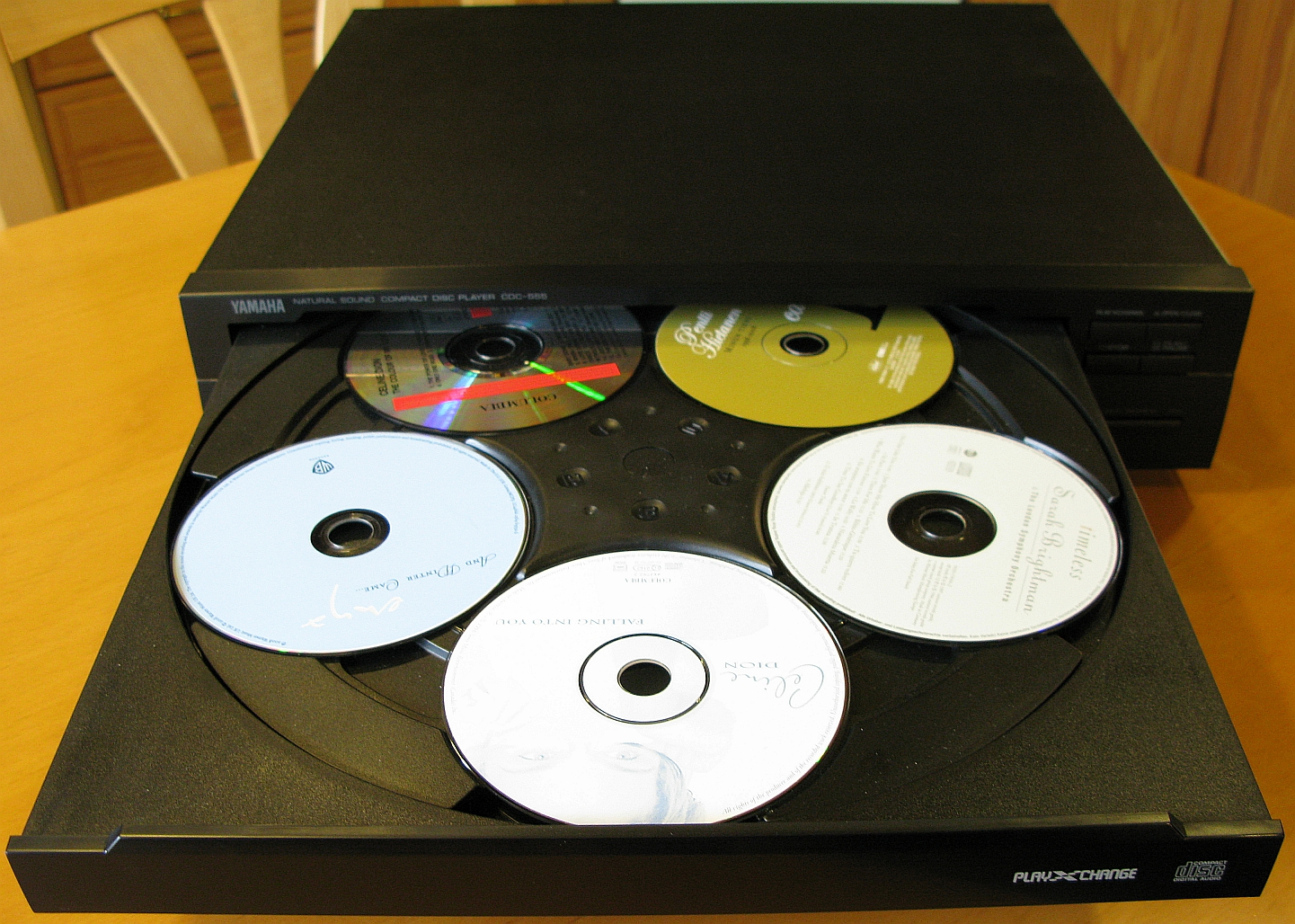
Cd-wisselaar voor vijf cd's

Een cd-wisselaar kan meerdere compact discs bevatten, meestal in een houder, draaibare houder, of carrousel. Hiermee kan de gebruiker meerdere cd's toevoegen aan een cd-speler zodat een langere afspeelduur bereikt kan worden. Cd-wisselaars zijn terug te vinden in geluidssystemen, auto cd-spelers, en in mindere mate in computerapparatuur.